# Neoantrodia
Neoantrodia Audet (jamkokora) – rodzaj grzybów z rodziny pniarkowatych (Fomitopsidaceae).

## Charakterystyka
Neoantrodia różni się od Antrodia niemetachromatycznymi strzępkami, mniejszymi, krótszymi podstawkami, cystydiolami mającymi czapeczkowatą, krystaliczną inkrustację na szczycie i jednojądrowymi bazydiosporami.

## Systematyka i nazewnictwo
Pozycja w klasyfikacji według Index Fungorum: Fomitopsidaceae, Polyporales, Incertae sedis, Agaricomycetes, Agaricomycotina, Basidiomycota, Fungi.
Takson został utworzony w 2017 r. przez Serge Audeta poprzez wyłączenie części gatunków z rodzaju Antrodia (jamkówka). Nazwa polska na podstawie rekomendacji Komisji ds. Polskiego Nazewnictwa Grzybów.
Gatunki:
- Neoantrodia alaskana (D.V. Baxter) Audet 2017
- Neoantrodia angusta (Spirin & Vlasák) Audet 2017
- Neoantrodia calcitrosa (Spirin & Miettinen) Audet 2017
- Neoantrodia flavimontis (Vlasák & Spirin) Audet 2017
- Neoantrodia infirma (Renvall & Niemelä) Audet 2017
- Neoantrodia kmetii (Vlasák) Audet 2017
- Neoantrodia leucaena (Y.C. Dai & Niemelä) Audet 2017
- Neoantrodia morganii (Lloyd) Audet 2017
- Neoantrodia primaeva (Renvall & Niemelä) Audet 2017
- Neoantrodia serialiformis (Kout & Vlasák) Audet 2017
- Neoantrodia serialis (Fr.) Audet 2017 – jamkokora rzędowa
- Neoantrodia serrata (Vlasák & Spirin) Audet 2017
- Neoantrodia variiformis (Peck) Audet 2017

Wykaz gatunków i nazwy naukowe na podstawie Index Fungorum. Nazwy polskie na podstawie rekomendacji Komisji ds. Polskiego Nazewnictwa Grzybów.